# Gelasma smaragdina
Gelasma smaragdina là một loài bướm đêm trong họ Geometridae.